# Corridoio paneuropeo VIII
Il corridoio paneuropeo VIII è uno dei dieci "corridoi paneuropei" progettati per favorire il trasporto di persone e merci tra l'Europa occidentale e l’Europa orientale.
Tale corridoio collegherà i porti di Bari e di Brindisi in Puglia con l'Albania, la Macedonia del Nord e la Bulgaria. Dal porto albanese di Durazzo, il corridoio si dirige verso Tirana, Skopje, Sofia, fino ai porti di Burgas, Varna sul Mar Nero.
L'accordo per la sua realizzazione risale all'anno 1991. Una volta terminato, si dovrebbe sviluppare su 1 300 chilometri di rete ferroviaria e 960 chilometri di rete stradale. Si prevedono in ogni caso tempi di realizzazione lunghi considerato che per grande parte delle opere ci si trova ancora in fase di studio di fattibilità.
Come possibile estensione del corridoio paneuropeo VIII in territorio italiano è da tenere in considerazione l'intenzione di realizzare una nuova linea ferroviaria ad alta capacità tra Napoli e Bari da parte del Ministero delle infrastrutture e dei trasporti, Ferrovie dello Stato, regione Puglia e regione Campania, la quale dovrebbe essere completata entro il 2027.